# كلارنس ناش
كلارنس تشارلز «داكي» ناش (بالإنجليزية: Clarence Charles "Ducky" Nash)‏ (7 ديسمبر/كانون الأول 1904 - 20 فبراير/شباط 1985) كان ممثل صوت أمريكي معروف كصوت بطوط لاستوديوهات والت ديزني. ولد في ريف ولاية أوكلاهوما في مدينة صغيرة واتونغا وهناك جادة رئيسية اسمها «كلارنس ناش بولفارد».
بدأ ناش مهنته أثناء عقد 1920 على برنامج راديو «ذي ميريمَيكرز» (The Merrymakers) في مدينة لوس أنجليس. كان ناش متخصص تقليد الحيوانات. في سنة 1934، سمع والت ديزني ناش يقلد أسرة بط وترك انطباعا حسنا ناش ديزني وحصل ناش على وظيفة في استوديوهات والت ديزني لتقديم الصوت لشخصية جديدة بطة لفيلم جديد. كان الفيلم «الدجاجة الصغيرة الحكيمة» (The Wise Little Hen) وكانت الشخصية الجديدة بطوط. قدّم ناش صوت بطوط منذ 50 سنة. كان الفيلم الأخير «ترنيمة عيد الميلاد ميكي» (1983).
لإن كان صوت كلارنس ناش فريد، قدّم صوت بطوط بالعربية وعدد لغات أخرى. كان المخطوطة المسرحية مكتوب تماما كما يلفظ لكي استطاع قرأ ناش لها.
بالإضافة إلى تقديم صوت بطوط، قدّم ناش أصوات شخصيات أخرى مثل بطوطة وأبناء أخت بطوط هيوي ودوي ولوي. ظهر ناش في فيلم «التنين الممانع» (The Reluctant Dragon) كنفسه.
مات كلارنس ناش بمرض إبيضاض الدم في سنة 1985. كان عمره 80 سنة. دُفن في مقربة سان فرناندو ميشن.
قبل موته، قام ناش بتدريب خليفته توني أنسلمو (Tony Anselmo) كصوت جديد بطوط. منذ سنة 1985 أنسلمو الصوت الجاري لبطوط.
- كلارنس ناش في قاعدة بيانات الأفلام على الإنترنت

## روابط خارجية
- كلارنس ناش على موقع IMDb (الإنجليزية)
- كلارنس ناش على موقع ألو سيني (الفرنسية)
- كلارنس ناش على موقع ميوزك برينز (الإنجليزية)
- كلارنس ناش على موقع تيرنر كلاسيك موفيز (الإنجليزية)
- كلارنس ناش على موقع أول موفي (الإنجليزية)
- كلارنس ناش على موقع قاعدة بيانات الأفلام السويدية (السويدية)
- كلارنس ناش على موقع ديسكوغز (الإنجليزية)
- كلارنس ناش على موقع قاعدة بيانات الفيلم (الإنجليزية)
- كلارنس ناش على موقع كينوبويسك (الروسية)